# Črni poper
Črni poper ali poprovec (pogosto samo poper, znanstveno ime Piper nigrum) je rastlina, katere sadež je začimba z ostrim okusom.

## Videz in razširjenost rastline
Rastlina je ovijalka, ki se vzpenja ob drevesih do 10 metrov visoko. Do 30. leta lahko z vsake rastline dvakrat letno nabirajo sadeže.
Domovina popra je Indija, predvsem provinca Malabar. Danes so največje pridelovalke popra Vietnam, Indija, Brazilija, Indonezija in Malezija.

## Uporaba
Beli poper so zrela semena, s katerih odstranijo meso sadeža.
Črni poper so posušena nezrela semena.
Zeleni poper so prav tako nezrela semena. Od črnega se razlikuje po tem, da semena takoj po nabiranju vložijo v slano vodo ali hitro posušijo na visoki temperaturi. Zaradi takega sušenja ohranijo originalno zeleno barvo.
Poper vsebuje alkaloid piperin, ki mu da oster okus.
Rdeči poper pridobivajo iz zrelih semen rastline Schinus terebinthifolius. Pogosto imenujejo rdeči poper tudi posušene in zmlete sadeže čilija. Sečuanski poper in nobena od prej omenjenih rastlin ni v sorodu s pravim poprom.

## Zgodovina
Poper je bil v preteklosti zaradi dragega in nevarnega transporta zelo drag in se je občasno plačeval tudi s svojo težo v zlatu.
Poper je znan več kot štiri tisočletja in ves ta čas velja za zelo priljubljeno začimbo.
Rimljani so poper prvi pripeljali v Evropo iz Aleksandrije, kjer so ga natovarjali, naprej pa so ga prodajali trgovci imenovani piperarii. Znan je zapis, da je vizigotski kralj Alarik I. (370-401), zahteval od obleganih Rimljanov med ostalim za odkupnino tudi 3000 funtov popra, kar kaže na visoko ceno te začimbe.
V srednjem veku so imeli monopol nad trgovino s poprom Turki in Arabci, kasneje pa Benečani. Ti so monopol skrbno varovali. Dragocene začimbe (ne samo poper) so bile vzrok, da so Krištof Kolumb in drugi pomorščaki iskali drugo pot v Indijo. Leta 1499 je Vasco da Gama pripeljal prvi tovor popra iz Indije v Evropo.
Leta 1798 je pripeljal kapitan Jonathan Carnes v New York 75 ton popra. To je bilo za Ameriko, ki je postala svobodna šele leta 1792 zelo pomembno, saj je začela trgovati s poprom in to je mladi državi pomagalo iz gospodarskih težav.
Poper ni bil samo luksuzni artikel, ampak tudi zdravilo. Na ladjah je ob uporabi popra zaradi njegovih protimikrobnih sestavin postalo skoraj pokvarjeno meso zopet užitno.

## Uporaba
Poper uporabljamo v zrnih in zmlet. Lahko se doda v vsako slano jed.
Črni poper uporabljamo predvsem pri pripravi:
- pečene in dušene govedine
- temnih omak
- jedi iz stročnic

Beli poper uporabljamo zaradi njegovega okusa predvsem pri pripravi:
- svetlega mesa, predvsem perutnine
- svetlih omak
- krompirjevih jedi
- majoneze
- sirovih jedi, kot npr. fondi